# Busembatya
Busembatya sau Busembatia este un oraș din Districtul Iganga, Regiunea Estică, Uganda.
Busembatia este aflată la marginea de nord a Distructului Iganga, care este la  74 de kilometri nord-est de Jinja. Busumbatia este o zonă de podiș înconjurată de mlaștini, care este mediul perfect pentru creșterea orezului, care este o cultură aducătoare de bani în Uganda. Înainte ca energie electrică să fie răspândită, oamenii veneau din toată Busoga pentru a-și aduce orezul lor la fabricile de Busembatia. Acum, că cablurile de alimentare au atins multe din zonele rurale, mai puțini oameni consideră că este folositoare călătoria spre oraș. Ca urmare, rata de creștere a populației în Busembatia a scăzut efectiv; un lucru neobișnuit într-o țară cu o populație în creștere rapidă.